# 陈荫枋
陈荫枋（1919年—2005年），男，汉族，直隶（河北）安次人，中国世界经济学家，曾任南开大学教授、博士生导师。